# ハードセルツァー

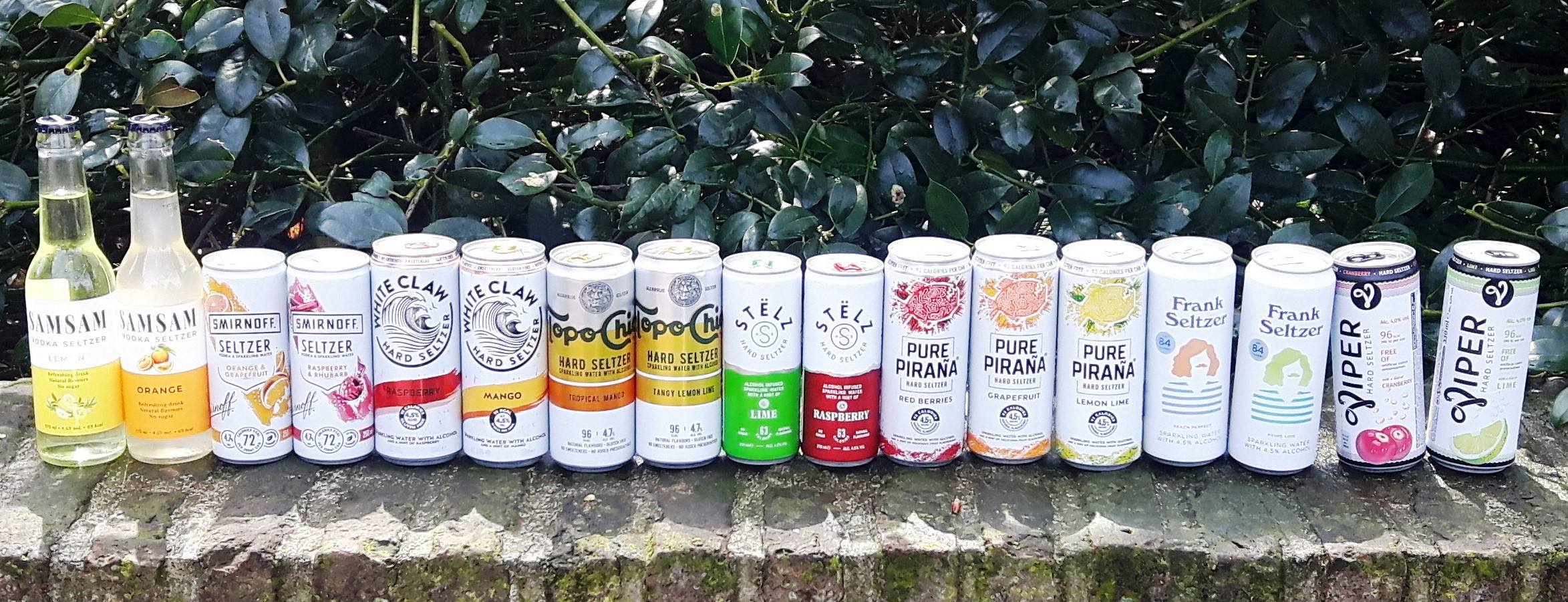
さまざまなハードセルツァーの製品

ハードセルツァー（英語: hard seltzer）は、RTD（Ready to Drink）のアルコール飲料の分類の1つ。アルコール入り炭酸水である。

## 概要
「ハード（hard）」は「アルコール飲料」を意味し、「セルツァー（seltzer）」は「炭酸水」を意味する。
厳密な定義な定義はないが、「ハードセルツァー」に分類されるアルコール飲料には「低糖質」、「低カロリー」、「低アルコール」、「グルテンフリー」、「薄味」といったような特徴があり、「ヘルシーで低アルコール、人体への負担が少なく気軽に楽しめる酒」ということができる。

## 歴史
2013年にアメリカ合衆国で誕生したアルコール飲料のカテゴリーである。2013年に「Bon & Viv Spiked Seltzer」が販売開始された。
2018年には「ホワイトクロー・ハードセルツァー」（Mark Anthony Group）が販売開始される。ホワイトクロー・ハードセルツァーは、2024時点で全米第1位のシェアを獲得している。
2019年にはワイン専門誌でハードセルツァーを知らないことが少数派であるような特集が組まれた。
日本においては、2021年11月に発表された日経トレンディによるヒット予測に「ハードセルツァー」があったことから、注目されるようになった。

### 人気
2019年ごろからアメリカ合衆国の若い世代を中心に人気が高まり、そこから世界に拡大していった。人気となった理由は、上述のように糖質やカロリーが低く、ヘルシー志向であることで、身体を鍛えている人、ダイエット中の人といった健康への意識が高い人でも気軽に飲める印象があることが挙げられる。
また、飲みやすくアルコール度数が低いため、さまざまなシーンで選ばれやすい酒であることも人気の要因と言える。甘さが控えめであるため、どんな食事にも合わせやすい。
加えて、製品パッケージにデザイン性の高いものが多く、SNS映えするため、SNSを通じて世界中に拡散され、「クールでおしゃれな酒」という印象を獲得したこともブームとなった要因に挙げられる。

### 市場規模
2020年時点では、アメリカ合衆国においては、2000年以降に成人した健康志向が強いミレニアル世代を中心としてハードセルツァーは売り上げを伸ばしていた。新型コロナ禍の中でも「ビールの代替」としてハードセルツァーの売り上げは好調で、2020年の売り上げは前年比2.6倍の41億4000万ドルであった。しかし、ハードセルツァーの売り上げは、ビール売り上げと比較すると10パーセント程度である。
2020年時点では、「2025年には2020年の7倍以上の300億ドルになる」、「2025年までにビール売り上げの20パーセントに成長する」と予測されていた。
このようにハードセルツァーは2020年前後でRTD市場の成長を牽引していたと言えるのだが、International Wine and Spirits Record(IWSR)の2023年の調査「RTDs Strategic Study 2023」によれば、アメリカ合衆国内でのハードセルツァー人気には翳りがみえており、IWSRの予測では、ハードセルツァーの市場シェアは2027年までに11パーセント減少するとされている。ハードセルツァーを除いたRTD市場は2022年から2027年にかけての予測成長率は5パーセントを見込まれており、RTD市場そのものが減少しているわけではない。

## チューハイとの違い
日本においてはハードセルツァーを「低カロリーの米国版缶チューハイ」と説明することもある。
日本で販売されているチューハイとの違いとしては、使用されているアルコールに違いがあるとされる。チューハイに使用されているアルコールは焼酎やウォッカといった蒸留酒が使われているが、ハードセルツァーではサトウキビ由来のアルコール（醸造酒）を使うことが多くなっている傾向がある（例外あり）。2022年時点ではウォッカベースのハードセルツァーも増えている。
味の傾向の違いとしては、チューハイは果汁感と甘さが強く、ハードセルツァーは甘さがほとんどなく、（アルコール飲料ではない）一般の炭酸水に似る。
また、日本で独自に進化した「チューハイ」という酒の分類に、アメリカ合衆国や世界が追い付いてきたという見方もある。日本のチューハイには、フルーツフレーバーを全面に押し出したものもあり、甘みのないドライな味わいのものも定番化している。「健康志向」についても、チューハイで糖質オフ、糖質ゼロの商品はお馴染みの商品になっており、さらにはプリン体ゼロ、甘味料、香料、着色料の不使用をうたう「ナチュラル系チューハイ」もある。ただし、チューハイの中にはストロング系チューハイのようにアルコール度数8パーセントといったものもある。

## 代表的な製品例
アメリカ合衆国
- ホワイトクロー・ハードセルツァー（Mark Anthony Group） -  - 全米第1位（2024年時点）のハードセルツァーブランド。
- トゥルーリ― （ボストン・ビール） - 全米第2位（2022年時点）のハードセルツァーブランド。日本ビールによって日本への輸入が行われている。
- コナ アイランドセルツァー （コナビール会社）

カナダ
- ニュートラ（NÜTRL） （アンハイザー・ブッシュ・インベブ）

メキシコ
- トポチコ ハードセルツァー （トポチコ） - コカ・コーラ社が同社のアルコールとしては初のグローバルブランドとして世界で販売している。

日本
- サッポロWATER SOUR （サッポロビール）
- スミノフセルツァー  （キリンビール）
- アサヒVIVA  （アサヒビール）
- アサヒFRUITZER（） （アサヒビール）
- ドゥシー （オリオンビール）